# Нокуе

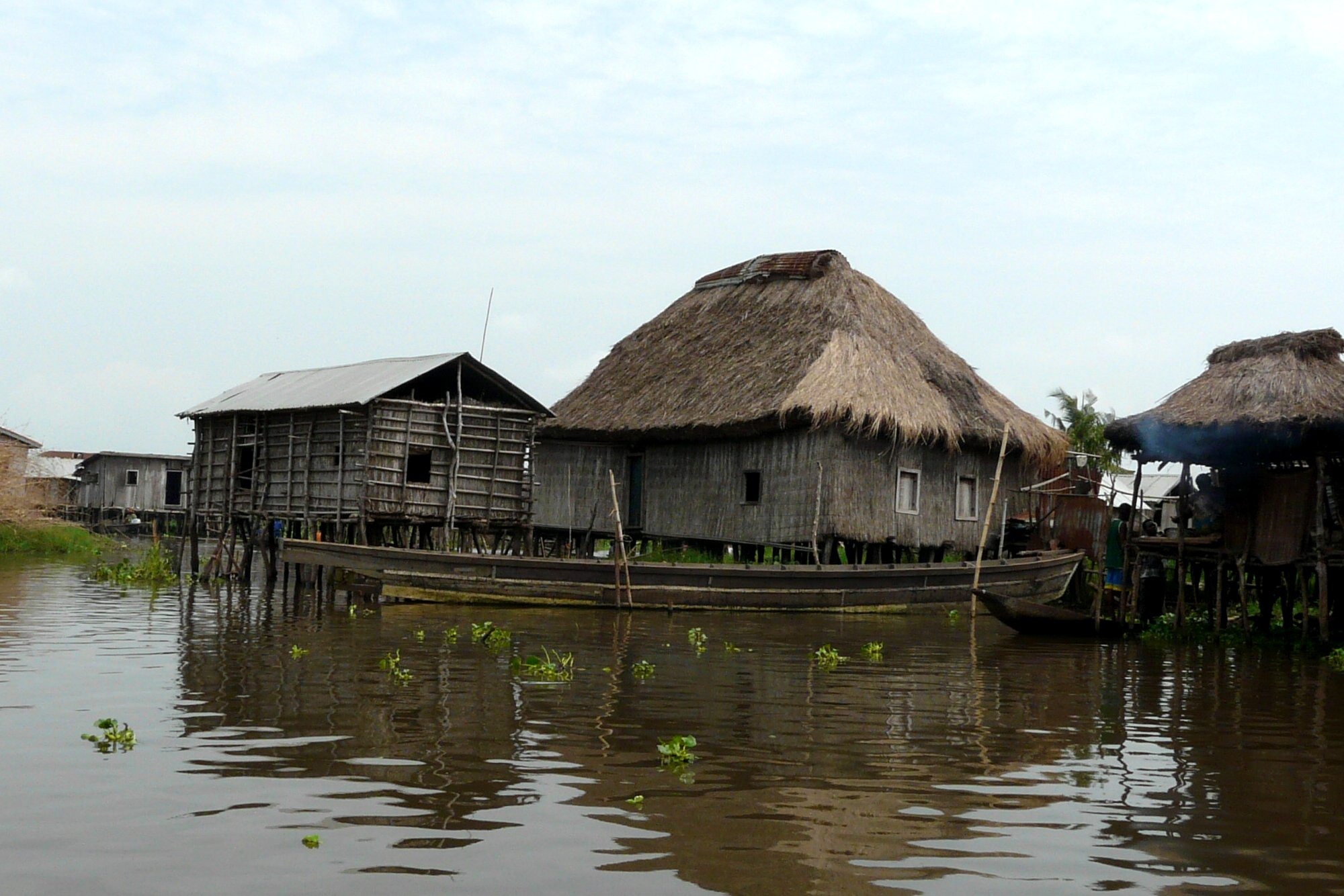
Поселення Ганві на західному березі озера

Нокуе (фр. Nokoué) — озеро-лагуна на півдні Беніну, в північній частині міста Котону. Довжина озера становить 20 км, ширина — 11 км. У озеро на півночі впадає найдовша річка країни — Веме. Лагуна внесена до Рамсарського списку водно-болотяних угідь, на її берегах мешкає 168 видів птахів, у водах — 78 види риб.
На озері знаходиться велике рибацьке селище на палях, своєрідна бенінська Венеція — Ганв'є. Його мешканці, нащадки колишніх землеробів, що втекли від войовничих дагомейських амазонок й оселились у лагуні.